# Louis Casaï
Louis Casaï, né le 28 février 1888 à Chêne-Bourg et décédé le 22 novembre 1955 à Lausanne, est un homme politique suisse membre de l'Union de Défense Économique (UDE), puis du Parti radical-démocratique.

## Biographie
Député au Grand Conseil genevois (1923-1933), il devient ensuite, sous la bannière de l'UDE, conseiller administratif de la commune de Plainpalais (1927-1931) puis conseiller d'État. Il y dirige alors les départements de l'intérieur et de l'agriculture (1933-1936) puis des travaux publics (1936-1954).
Il dirige l'Office cantonal de l'économie de guerre durant la Seconde Guerre mondiale. On lui doit de nombreux grands travaux à commencer par l'agrandissement de l'aéroport de Cointrin, la reconstruction des policliniques de l'Hôpital cantonal ou l'aménagement de la zone industrielle de La Praille-Acacias.